# Avenida Dyer
La Avenida Dyer (en inglés Dyer Avenue) es una calle corta, norte-sur en el vecindario hell's kitchen de Manhattan en la ciudad de Nueva York, ubicado entre la Novena Avenida y la Décima Avenida. Es utilizado principalmente por el tráfico que sale del túnel Lincoln. Dyer Avenue corre entre las calles 30 y 42, pero funciona como tres secciones distintas debido a sus conexiones con el sur y los tubos centrales del Túnel Lincoln. La sección más meridional, entre las calles 30 y 31, conduce hacia y desde la autopista del túnel Lincoln. La avenida Dyre también existe entre las calles 34 y 36, y entre las calles 40 y 42; ambos tramos conducen directamente desde el túnel, pero el tramo entre las calles 34 y 36 también contiene una carretera que conduce al túnel. La avenida es propiedad de la Autoridad Portuaria de Nueva York y Nueva Jersey.

## Descripción
La avenida Dyer corre entre las avenidas Novena y Décima y existe en tres secciones, ubicadas entre las calles 30 y 31, las calles 34 y 36 y las calles 40 y 42 en orden de sur a norte. El tubo más al sur del Túnel Lincoln, que transporta el tráfico en dirección este a Nueva York, emerge justo al noreste de la intersección de la calle 38 y la Décima Avenida. Conduce directamente a los tramos central y sur de la avenida Dyer. El tubo central, que es reversible, asciende al nivel del suelo justo al sureste de la calle 39 y la Décima Avenida, paralelo al tubo más al sur. El tubo central se canaliza directamente hacia el Autopista del Túnel Lincoln en dirección sur, pero una rampa de salida también conduce a los tramos central y sur de la avenida Dyer. El tubo norte, que lleva el tráfico en dirección oeste a Nueva Jersey, no se conecta directamente desde la avenida Dyer, pero se puede acceder a él a través de rampas desde Autopista del Túnel Lincoln.
Los vehículos que salen del tubo sur del túnel Lincoln pueden salir directamente a la sección central de la avenida Dyer, entre las calles 36 y 34. El tráfico que sale del tubo central también puede acceder a la avenida Dyer usando una rampa de salida de Autopista del Túnel Lincoln que se une con la avenida Dyer antes de su intersección con la calle 36 Oeste. En esta intersección, también hay una rampa de entrada en dirección sur a la autopista Lincoln Tunnel y a la sección sur de la avenida Dyer. Esta rampa permite el tráfico desde el tubo sur del túnel para acceder a la autopista; sin embargo, la cantidad de tráfico que usa esta rampa de entrada es relativamente baja porque la autopista Lincoln Tunnel termina unas pocas cuadras al sur en la calle 30 Oeste y nunca se conectó con la autopista Mid-Manhattan propuesta.
Los conductores que ingresan al túnel pueden viajar hacia el norte por la avenida Dyer durante un breve segmento entre las calles 34 y 36. En la calle 36, la avenida Dyer en dirección norte se fusiona con una rampa desde la Novena Avenida en dirección sur que continúa hasta Autopista del Túnel Lincoln y brinda acceso a los tubos central y norte del Lincoln Tunnel. Una rampa que conduce desde la sección sur de la avenida Dyer conduce a la autopista Autopista del Túnel Lincoln en dirección norte, que continúa directamente hacia el tubo norte.
Al norte de West 39th Street, la avenida Dyer es utilizada por vehículos en dirección norte que salen de los tubos sur y central del Túnel Lincoln. Antes de la intersección con la calle 40 Oeste, hay rampas directas que conducen a la Terminal de Autobuses de la Autoridad Portuaria que son utilizadas por autobuses (a los niveles superiores de las alas norte y sur de la terminal) y automóviles (al estacionamiento sobre el ala sur de la terminal). Otro estacionamiento grande está ubicado en la calle 42 Oeste, frente al final de la avenida Dyer. En esta área suele haber personas pidiendo diento a cambio de limpiar los parabrisas de los carros. La sección norte de la avenida Dyer anteriormente tenía un carril de contraflujo para que los autobuses accedieran al tubo central del Túnel Lincoln durante la hora pico de la tarde entre semana.

## Historia
Dyer Avenue lleva el nombre del general George Rathborne Dyer, quien era el presidente de la junta de la Autoridad Portuaria de Nueva York y Nueva Jersey y murió mientras el túnel Lincoln estaba en construcción. Una serie de edificios en el barrio hell's kitchen fueron demolidos con el fin de construir el 75 pies de ancho (23 m) a la derecha de la nueva avenida y proporcionar acceso al túnel Lincoln, del cual el primer tubo (ahora el centro) abrió en diciembre de 1937.
En 2003, como parte del Hudson Yards Reevelopment Project, el Departamento de Planificación De la Ciudad de Nueva York emitió un plan maestro que preveía la creación de una red de espacio abierto entre la Novena Avenida y la Décima Avenida para crear un sistema de parques desde West 39th Street hasta West 34th Street, partes de las cuales se ubicarían a lo largo de Dyer Avenue.